# صمد و سامی، لیلا و لیلی
صمد و سامی، لیلا و لیلی نام یکی از فیلم‌های ایرانی، ساخته پرویز صیاد است.

## خلاصه داستان
صمد (پرویز صیاد) و لیلا (شهناز تهرانی) در روستا زندگی می‌کنند و دو نفر دیگر، که از نظر قیافه دقیقاً شبیه همان‌ها هستند، به نام‌های سامی و لیلی در شهر زندگی می‌کنند و… می‌توان گفت که این داستان اقتباس طنز آلودی از فیلم رضا موتوری است.

## بازیگران
- پرویز صیاد
- شهناز تهرانی
- فرخ‌لقا هوشمند
- رضا شفیع
- حسن رضیانی
- حسین امیرفضلی
- عبدالعلی همایون
- بهمن زرین‌پور
- محمد گودرزی
- پروین دولتشاهی
- عنایت‌الله بخشی
- جهانگیر فروهر
- مظفر سلطانی
- سیروس ابراهیم‌زاده
- روح‌الله مفیدی
- محمود بهرامی
- علی زاهدی
- اسفندیار ماوندادی
- باقر صحرارودی
- اصغر پیرهادی
- احمد شاهد
- محمود شیبانی
- عباس نوروزی
- نجف‌علی هادی
- جمیله میرزایی
- ایران زاهدی
- عباس قاجار
- مهری صفاری
- عبداله طاهری
- حسین رنجبران
- پرستو آزادی

## عوامل تولید
- پرویز صیاد - کارگردان
- پرویز صیاد - نویسنده
- محمدتقی شکرایی - تهیه‌کننده
- امین اله برومند - مدیر فیلمبرداری
- فیروز ملک‌زاده - دستیار فیلمبردار
- رضا بانکی - عکس
- تقی محمودی - دستیار صحنه
- رضا هوشمند - چهره پرداز
- مجتبی میرزاده - آهنگساز
- پرویز صیاد - نوازنده
- پرویز صیاد - شعر
- وفایی - خواننده
- عبداله عبدالوهابی - مدیر تدارکات
- زاون - صدابردار